# 馬塔伊瓦環礁
馬塔伊瓦環礁（Mataiva）是南太平洋法屬波利尼西亞的環礁，屬於土阿莫土群島和帕利瑟群島，由朗伊罗阿市镇管辖，長10公里、寬5.3公里，土地面積16平方公里，潟湖面積25平方公里，最高點海拔高度14米，島上有機場設施，2007年人口204。

## 外部連結
- Atoll list (in French) （页面存档备份，存于）
- （页面存档备份，存于）
- Diversity of the French Polynesian atolls
- Bellingshausen （页面存档备份，存于）

1. ↑  . Institut de la statistique de la Polynésie française.   [7 October 2014]. （原始内容存档于2020-03-29）. （页面存档备份，存于）